# Siegmund Lubin
Siegmund Lubin (20 de abril de 1851 – 11 de septiembre de 1923) fue un empresario, productor y pionero cinematográfico estadounidense de origen alemán.

## Biografía
Su verdadero nombre era Siegmund Lubszynski, y nació en Breslavia o Poznań, en la actual Polonia, en el seno de una familia alemana de origen judío, siendo su padre un oftalmólogo de éxito.
En 1876 emigró a los Estados Unidos, trabajando como optometrista en Filadelfia. Pronto progresó y se fabricó una cámara propia, que combinó con un proyector, y que comercializó. En 1896 empezó a distribuir cintas para Thomas Edison, en 1897 empezó a producir películas, y en 1902 formó los Lubin Studios. Además, su compañía vendió de forma ilegal copias de muchas producciones de otros directores, destacando las de Georges Méliès, por lo cual Lubin fue uno de los primeros practicantes de la infracción de derechos de autor.
En 1910 su empresa edificó un estudio cinematográfico, "Lubinville", en Filadelfia. at 20th and Indiana Sts. Un incendio del estudio en junio de 1914  destruyó los negativos de sus nuevas películas sin estrenar. Además, con el inicio ese año de la Primera Guerra Mundial en Europa, los Lubin Studios y otras productores estadounidenses, perdieron sus ventas al mercado exterior. A causa de todo ello, y después de haber producido más de un millar de cintas, el 1 de septiembre de 1917 Lubin Film Company cerró. Tras ello, Lubin volvió a su trabajo como optometrista.
Siegmund Lubin falleció en 1923 en su domicilio en Ventnor City, Nueva Jersey, por una enfermedad cardiaca. Fue enterrado en el Cementerio Beth Israel, en el condado de Atlantic.
Por su contribución a la industria del cine, a Siegmund Lubin se le concedió una estrella en el Paseo de la Fama de Hollywood, en el 6166 de Hollywood Boulevard.